# Gérard Rué
Gérard Rué (Rennes, 7 de maig de 1965) va ser un ciclista francès, que fou professional entre 1987 i 1997, durant els quals aconseguí 13 victòries. El 1990 aconseguí els seus millors resultats, guanyant la general del Tour del Mediterrani i de la Midi Libre.
Entre 1993 i 1995 va córrer a l'equip Banesto, ajudant Miguel Indurain a guanyar tres dels seus Tours.

## Palmarès
- 1987
  - 1r al Duo Normand (amb Thierry Marie)
- 1988
  - Vencedor d'una etapa de la Midi Libre
- 1989
  - 1r al Tour du Haut-Var
  - Vencedor d'una etapa del Dauphiné Libéré
  - Vencedor d'una etapa de la París-Niça
- 1990
  - 1r al Tour del Mediterrani
  - 1r a la Midi Libre
  - 1r al Gran Premi de Cannes
- 1991
  - Vencedor d'una etapa de la Tirrena-Adriàtica
- 1992
  - 1r al Tour du Haut-Var
  - Vencedor d'una etapa de la Volta als Països Baixos
- 1993
  - 1r al Circuit de l'Aulne
  - Vencedor d'una etapa de la Vuelta a los Valles Mineros

### Resultats al Tour de França
- 1989. 35è de la classificació general
- 1990. Abandona (10a etapa)
- 1991. 10è de la classificació general
- 1992. 15è de la classificació general
- 1993. 46è de la classificació general
- 1994. 56è de la classificació general
- 1995. 41è de la classificació general
- 1997. Exclòs per agafar-se a una moto (14a etapa)[1]

### Resultats al Giro d'Itàlia
- 1990. 59è de la classificació general
- 1992. 30è de la classificació general
- 1993. 31è de la classificació general
- 1994. 34è de la classificació general

### Resultats a la Volta a Espanya
- 1997. 88è de la classificació general